# Паровое пиво
Паровое пиво (англ. Steam beer), также известное как калифорнийское обыкновенное пиво (англ. California Common Beer) — янтарное американское пиво в гибридном стиле — «лагер/эль» с фруктовым вкусом, зерновой сладостью, печеными и карамельными нотками. Это сильногазированное пиво, которое бродит с лагерными дрожжами при высокой температуре, характерной для ферментации элей.
Термин имеет два отдельных, но взаимосвязанных значения, и означает:
- Историческое паровое пиво, которое производилось в Калифорнии с середины XIX века до середины XX века;
- Современное калифорнийское обыкновенное пиво, обозначающее категорию пива, родоначальником которой является калифорнийская марка Anchor Steam beer.

## История
Историческое паровое пиво, которое возникло в районе Сан-Франциско и западного побережья США, производится с лагерными дрожжами без использования охлаждения. Эта технология — дань необходимости, и полученное таким образом пиво считается дешёвым и низкокачественным.
Происхождение современного парового пива, известного как калифорнийское обыкновенное пиво, ассоциируется с пивоваренной компанией Anchor Brewing Company, которая запустила в 1981 году бренд Anchor Steam beer. Новое пиво, появившись на рынке, стало прототипом многих американских вариаций, которые определяют новый стиль «парового пива». Компания «Anchor Brewing Company» не предъявляет никаких претензий по идентичности и сходству между современным продуктом и историческим паровым пивом, производимым до середины 20-го века.
Объяснение слову «пар» отличаются. Согласно одному из объяснений, давление углекислого газа в бочках пива, полученного указанным выше способом, было очень высоким, так что перед розливом пива было необходимо уменьшить давление в сосуде, которое происходило посредством забивания крана в бочку, при этом диоксид углерода выходил из отверстия со свистом, то есть пиво испускало «пар». По данным «Anchor Brewing Company», название «паровое» происходит от того, что в прошлом завод был не в состоянии эффективно охлаждать пиво с использованием традиционных средств. Поэтому, они закачивали горячее сусло в открытые контейнеры (coolships) на крыше завода, так что пиво в них быстро охлаждалось холодным ветром, дующим с Тихого океана. Во время процесса охлаждения пивоварня была окутана облаком пара, отсюда и название пива. Согласно другому объяснению, слово происходит от немецкого «Dampfbier» (в переводе «паровое пиво»), которое представляет собой отдельный вид традиционного немецкого пива в стиле эля, которое также сбраживают при высоких температурах, и технология которого, возможно, были известны в 19-м веке американским пивоварам, многие из которых были немецкого происхождения.

## Характеристики
Современное паровое пиво напоминает американский пейл-эль и янтарный эль, но отличается от них своим древесно-хмелевым вкусом и ароматом и солодовым вкусом с жареными и карамельными нотками, а также брожению при высоких температурах с использованием лагерных дрожжей. При производстве используется: пейл-эль солод, американский хмель (обычно Northern Brewer), небольшое количество поджаренного и/или кристаллического солода. Используются штаммы лагерных дрожжей, ферментирующие при температуре 12,8-15,6 °C.
Цвет варьируется от янтарного до светло-медного. Обычно пиво является прозрачным и образует умеренную и устойчивую пену. Пиво отличается характерным хмелевым ароматом с древесными и лёгкими фруктовыми нотками и солодовым вкусом с выраженной хмелевой горечью.
Содержание спирта — от 4,5 до 5,5 %.

## Торговые марки
Примеры торговых марок: Anchor Steam, Southampton West Coast Steam Beer, Old Dominion Victory Amber, Flying Dog Old Scratch Amber Lager.